# Mission House (Île Mackinac)

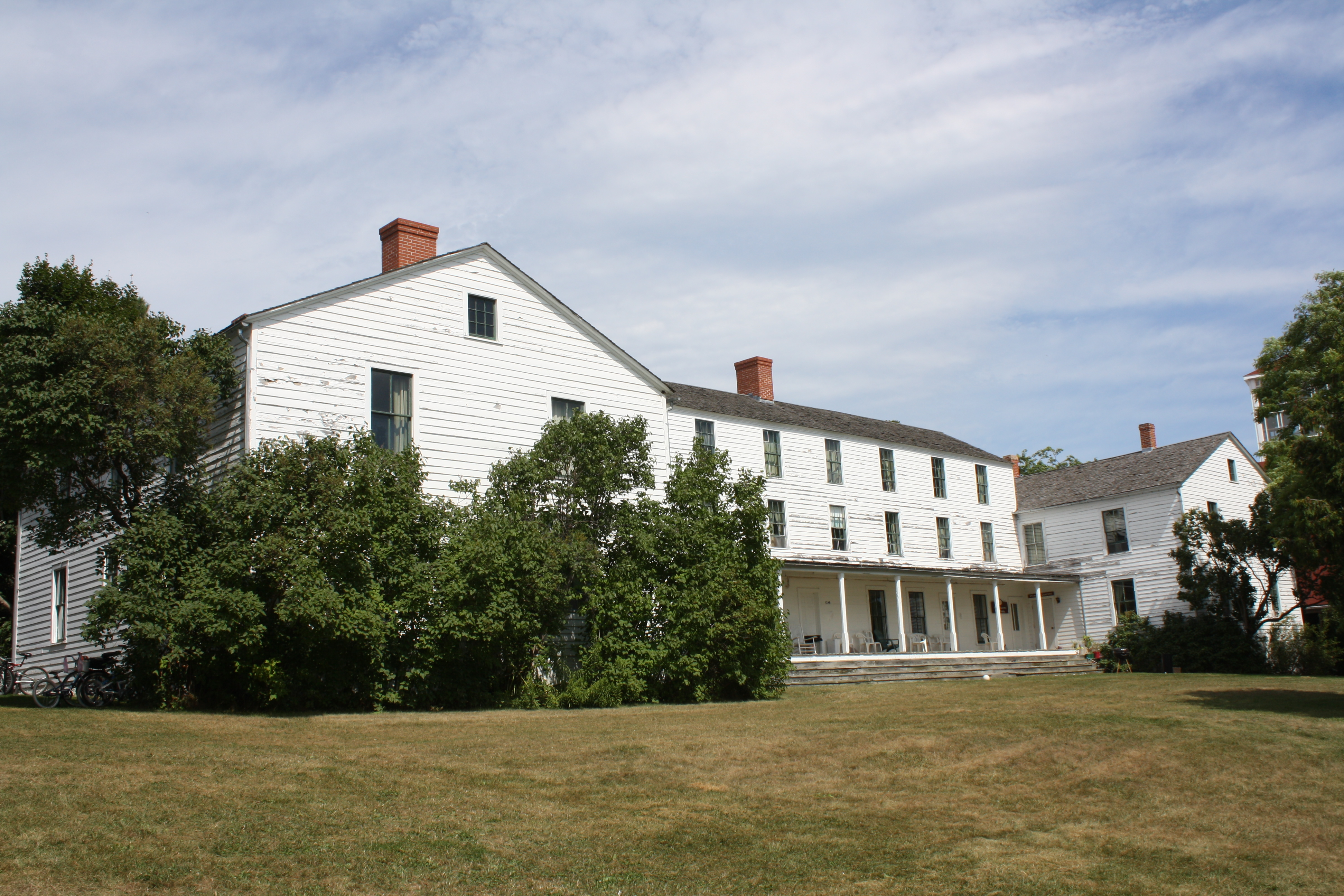
Mission House Mackinac Island, août 2011

La Mission House est un bâtiment construit en 1825 et situé sur l'île Mackinac dans l'État du Michigan aux États-Unis. Le site est classé dans le Registre national des lieux historiques et est géré par le parc d'État de Mackinac Island.

## Histoire
Le bâtiment est construit sur l'île en 1825 par les missionnaires William Ferry et Amanda Ferry à l'endroit dénommé aujourd'hui Mission Point. La mission calviniste a pour objectif de transmettre la foi chrétienne au sein des Amérindiens. Le complexe est également composé de la Mission Church (construite en 1829-1830) et de champs pour former les étudiants à l'agriculture.
Il est constitué d'une école et d'un pensionnat pour former et accueillir les étudiants amérindiens. Le bâtiment, de style simple et très utilitaire, est constitué de deux étages. Le dortoir est construit avec des arbres provenant de la proche région. C'est dans cette maison qu'a vécu la famille Ferry de 1825 à 1837. Leur fils, Thomas W. Ferry qui deviendra plus tard sénateur américain, est né dans la maison en 1827.
La mission n'avait pas assez de fonds pour pouvoir continuer à se financer à la fin des années 1830, surtout avec la décroissance du commerce des fourrures dans la région. En 1837, le territoire du Michigan devient un nouvel État des États-Unis. La famille Ferry déménage alors dans la localité de Ferrysburg et abandonne le complexe.
En 1849, Edward Franks rachète le bâtiment, lui ajoute un troisième étage et le transforme en hôtel pour accueillir les passagers faisant escale sur l'île durant leur déplacement vers l'intérieur du Michigan. Au XXe siècle, l'hôtel ne respecte plus les normes de confort attendus par les visiteurs et il sera fermé en 1939 lors de la Grande Dépression.
Le bâtiment est racheté en 1946 avant d'être revendu en 1977 au parc d'État qui lui redonne son aspect de 1849 et le met à disposition des travailleurs saisonniers du parc. Le site est classé dans le registre national des sites historiques en 1993.